# Valentin Steinmetz
Valentin Steinmetz (* um 1547 in Görsbach bei Nordhausen in Nordthüringen; † vor 22. Oktober 1598 in Tunzenhausen bei Sömmerda) war ein deutscher evangelischer Pfarrer, Astronom und Kalenderherausgeber.

## Leben
Er war ein Sohn des Valentin Steinmetz d. Ä. und der Ottilia, geborene Zigler, sein Bruder war Moritz Steinmetz. Er besuchte in seiner Jugend die Schule in Leipzig. Ab dem Wintersemester 1565/66 studierte er an der Universität Leipzig, u. a. bei Joachim Camerarius, wo er 1570 Baccalaureat wurde und 1574 den Magistergrad erwarb. Danach war er „Schuldiener“ in Leipzig. 1586 bis 1594 war er Pfarrer in Tunzenhausen, 1597 nennt er sich nur noch „Philomathesius“.
Mit seinem Bruder Moritz beobachtete er den Großen Kometen von 1577 und beschrieb ihn in seinem Werk Von dem Cometen welcher im November des 1577. Jars erstlich erschienen, und noch am Himmel zusehen ist…. 1582 verfasste er mit seinem Bruder im Auftrag der Universität Leipzig ein Gutachten für den sächsischen Kurfürsten über die Kalenderreform Gregor XIII. 1581 übernahm er die Herausgabe eines jährlichen astrologischen Kalenders von seinem Bruder, der bis 1597 erschien.

## Veröffentlichungen
- Von dem Cometen welcher im November des 1577. Jars erstlich erschienen, und noch am Himmel zusehen ist, wie er von Abend und Mittag, gegen Morgen und Mitternacht zu, seinen Fortgang gehabt, Observirt und beschrieben in Leipzig. Augsburg / Magdeburg / Leipzig 1577 (3 verschiedene Drucke, Digitalisat Ausgabe Augsburg).
  - 1581 bis 1597 astrologische Kalender, u. a.
  - Practica auff das Jahr M.D.LXXXI, 1581
  - Prognosticon astrologicum: Auff … 1582, Erffordt: Durch Johann Beck
  - Prognosticon astrologicvm, Oder, Grosse Deutsche Practica auff das Jahr … 1584 …, 1583